# Torneo Apertura 2017 (El Salvador)
El torneo Apertura 2017 de la Primera División también conocida como Liga Mayor de Fútbol o Liga Pepsi por motivos de patrocinio, fue el trigésimo noveno torneo corto de fútbol en El Salvador desde el cambio de formato ocurrido en 1998. Santa Tecla era el campeón defensor y 10 años después del descenso del entonces Independiente Nacional 1906, volvió a participar un equipo del departamento de San Vicente: el Club Deportivo Audaz de la ciudad de Apastepeque que ocupó el lugar del equipo de la Universidad de El Salvador descendido tras la campaña anterior.
Este torneo y el siguiente contarían únicamente con once participantes por mandato de la Federación Salvadoreña de Fútbol producto de la no inscripción y posterior desafiliación de Club Deportivo Chalatenango por deudas salariales pendientes de pago con sus jugadores y cuerpo técnico, aunque finalmente la FESFUT aprobó a la Asociación Deportiva Chalatenango para que adquiriera la franquicia (y obligaciones) del Club Deportivo, inscribiéndose oficialmente para participar en el torneo el 13 de julio de 2017. Así, el torneo inició oficialmente el 29 de julio con el juego entre el campeón vigente Santa Tecla y Club Deportivo FAS y está programado para finalizar el 17 de diciembre con la final que se jugó como en los torneos precedentes, en el Estadio Cuscatlán.
El campeón de este torneo fue Alianza Fútbol Club quien se convirtió en el primer equipo en la historia del fútbol salvadoreño en alcanzar el título de manera invicta tras superar por 4 goles a 1 en la final al Santa Tecla Fútbol Club; de esta forma asegura su participación en la Liga Concacaf del año 2018, aunque con la posibilidad de su clasificación directa de resultar con mejor posición en la tabla acumulada obtenida con el torneo Clausura 2018 o revalidando en ese el título.
El 28 de septiembre de 2017 los equipos de la Primera División anunciaron su desafiliación de la Federación Salvadoreña de Fútbol, con excepción de Club Deportivo Águila, aduciendo problemas relacionados con la estructura dirigencial de la FESFUT y ante lo cual anunciaban la creación de una liga independiente de la federación y que asumiría la estructura del torneo de clubes en ese momento con once jornadas jugadas. La negativa de la Comisión de Árbitros de designar a los silbantes para la primera jornada de la segunda vuelta dada la situación irregular de los clubes, así como la posterior retractación de otros cinco clubes a participar de una liga independiente conllevó a la suspensión del campeonato mientras se encontraba una solución.
Finalmente el 2 de octubre de 2017 los equipos de la Primera División anunciaron que dejaban sin efecto el acuerdo de crear una liga independiente de la FESFUT así como anunciaban la renuncia del presidente y el vicepresidente del Directorio de la Primera División; el torneo se retomó a partir de la jornada trece, y se reprogramaron los encuentros de la jornada doce con posterioridad.

## Participantes
| Equipos del torneo Apertura 2017    |                                 |
| Alianza Fútbol Club                 | Club Deportivo FAS              |
| Asociación Deportiva Chalatenango   | Club Deportivo Luis Ángel Firpo |
| Asociación Deportiva Isidro Metapán | Club Deportivo Municipal Limeño |
| Club Deportivo Águila               | Pasaquina Fútbol Club           |
| Club Deportivo Audaz                | Santa Tecla Fútbol Club         |
| Club Deportivo Dragón               | Sonsonate Fútbol Club           |

Estuvieron representados nueve de los catorce departamentos que conforman la República de El Salvador, siendo representados con dos equipos los departamentos de San Miguel (la cabecera departamental homónima), Santa Ana (la cabecera departamental homónima y la ciudad de Metapán) y La Unión (ciudades de Pasaquina y Santa Rosa de Lima), y con un equipo cada una de las cabeceras de los departamentos de San Salvador, Chalatenango, Sonsonate, La Libertad y Usulután, por el Departamento de San Vicente tendrá representación la ciudad de Apastepeque. La región occidental estuvo representada por tres equipos, la región central por cuatro, y la región oriental por cinco equipos.
El equipo Club Deportivo Chalatenango, que arrastraba deudas económicas con sus jugadores y cuerpo técnico, fue desafiliado por la Federación Salvadoreña de Fútbol al no completar en tiempo su proceso de inscripción para el torneo Apertura 2017 debido a su atraso en los pagos acordados con la plantilla. A causa de su desafiliación, se ordenó a la Primera División celebrar la temporada 2017-18 únicamente con 11 equipos, situación que fue modificada posteriormente con el aval para la adquisición de la franquicia en la Liga Mayor para la Asociación Deportiva Chalatenango, devolviendo la Liga a sus 12 equipos como estaba programado.

### Información de los equipos
| Equipo                | Ciudad             | Entrenador               | Estadio                                   | Aforo  | Patrocinador                  |
| --------------------- | ------------------ | ------------------------ | ----------------------------------------- | ------ | ----------------------------- |
| Alianza F.C.          | San Salvador       | Jorge Zarco Rodríguez    | Cuscatlán (San Salvador)                  | 53,400 | Tigo El Salvador              |
| A.D. Chalatenango     | Chalatenango       | William Renderos Iraheta | José Gregorio Martínez (Chalatenango)     | 15,000 | Agroferreteria MC San Antonio |
| A.D. Isidro Metapán   | Metapán            | Edwin Bochinche Portillo | Jorge "Calero" Suárez (Metapán)           | 4,000  | Constructora Salazar Romero   |
| C.D. Águila           | San Miguel         | Osvaldo Pichi Escudero   | Juan Francisco Barraza (San Miguel)       | 15,000 | Tigo El Salvador              |
| C.D. Audaz            | Apastepeque        | Germán Francisco Pérez   | Municipal Jiboa (Vicentino) (San Vicente) | 8,000  | ACODJAR de R.L.               |
| C.D. Dragón           | San Miguel         | Abel Blanco              | Municipal de Chapeltique (Chapeltique)    | 5,000  | GRS Electrodomésticos         |
| C.D. FAS              | Santa Ana          | Cristiam Edgardo Álvarez | Óscar Quiteño (Santa Ana)                 | 17,500 | Tigo El Salvador              |
| C.D. Luis Ángel Firpo | Usulután           | Eraldo Correia Ribeiro   | Sergio Torres (Usulután)                  | 7,000  | Industrias La Constancia      |
| C.D. Municipal Limeño | Santa Rosa de Lima | Hugo Marcelo Ovelar      | Ramón Flores Berríos (Santa Rosa de Lima) | 6,000  | Universidad Dr. Andrés Bello  |
| Pasaquina F.C.        | Pasaquina          | Manuel Carranza Murillo  | San Sebastián (Pasaquina)                 | 3,000  | Innova Sport                  |
| Santa Tecla F.C.      | Santa Tecla        | Ernesto Carucha Corti    | Las Delicias (Santa Tecla)                | 10,000 | Claro El Salvador             |
| Sonsonate F.C.        | Sonsonate          | Rubén Rudesindo Alonso   | Ana Mercedes Campos (Sonsonate)           | 8,000  | ALCASA                        |

### Cambios de entrenadores
| Equipo                | Entrenadores                                    | Fecha de sustitución     |
| --------------------- | ----------------------------------------------- | ------------------------ |
| C.D. Águila           | Jorge Daniel Casanova (Jornadas 1 a 3)          | 13 de agosto de 2017     |
| C.D. Águila           | Osvaldo Pichi Escudero                          |                          |
| Sonsonate F.C.        | Carlos Garabet Avedissian (Jornadas 1 a 3, y 5) | 21 de agosto de 2017     |
| Sonsonate F.C.        | Rubén Rudesindo Alonso                          |                          |
| C.D. Dragón           | Henry Vanegas Pacheco (Jornadas 1 a 9)          | 14 de septiembre de 2017 |
| C.D. Dragón           | Santos Noel Rivera (interino) (Jornada 10)      | 18 de septiembre de 2017 |
| C.D. Dragón           | Efraín Chirolón Burgos (Jornadas 11 a 13)       | 13 de octubre de 2017    |
| C.D. Dragón           | Abel Blanco                                     |                          |
| Pasaquina F.C.        | Omar David Sevilla (Jornadas 1 a 11)            | 23 de septiembre de 2017 |
| Pasaquina F.C.        | Manuel Carranza Murillo                         |                          |
| A.D. Chalatenango     | Ricardo Serrano (Jornadas 1 a 11)               | 25 de septiembre de 2017 |
| A.D. Chalatenango     | William Renderos Iraheta                        |                          |
| C.D. Luis Ángel Firpo | Juan Ramón Sánchez (Jornadas 1 a 13)            | 12 de octubre de 2017    |
| C.D. Luis Ángel Firpo | Eraldo Correia Ribeiro                          |                          |

## Clasificación

### Clasificación Apertura 2017
|  |     | Equipos               |  | PJ | G  | E  | P  | GF | GC | Dif. | Pts. |
|  | --- | --------------------- |  | -- | -- | -- | -- | -- | -- | ---- | ---- |
|  | 1.  | Alianza F.C.          |  | 22 | 14 | 8  | 0  | 50 | 19 | +31  | 50   |
|  | 2.  | Santa Tecla F.C.      |  | 22 | 10 | 9  | 3  | 41 | 23 | +18  | 39   |
|  | 3.  | A.D. Isidro Metapán   |  | 22 | 11 | 4  | 7  | 36 | 30 | +6   | 37   |
|  | 4.  | C.D. FAS              |  | 22 | 8  | 10 | 4  | 30 | 21 | +9   | 34   |
|  | 5.  | C.D. Águila           |  | 22 | 6  | 9  | 7  | 32 | 38 | -6   | 27   |
|  | 6.  | A.D. Chalatenango     |  | 22 | 6  | 8  | 8  | 21 | 23 | -2   | 26   |
|  | 7.  | C.D. Municipal Limeño |  | 22 | 7  | 5  | 10 | 24 | 30 | -6   | 26   |
|  | 8.  | Pasaquina F.C.        |  | 22 | 5  | 10 | 7  | 29 | 36 | -7   | 25   |
|  | 9.  | C.D. Audaz            |  | 22 | 6  | 5  | 11 | 28 | 40 | -12  | 23   |
|  | 10. | C.D. Dragón           |  | 22 | 5  | 7  | 10 | 23 | 35 | -12  | 22   |
|  | 11. | Sonsonate F.C.        |  | 22 | 3  | 10 | 9  | 27 | 34 | -7   | 19   |
|  | 12. | C.D. Luis Ángel Firpo |  | 22 | 2  | 13 | 7  | 24 | 36 | -12  | 19   |

|  | Los equipos en estas posiciones clasifican a la siguiente fase y poseen ventaja deportiva prioritaria en cuartos de final y semifinales. |
|  | Los equipos en estas posiciones clasifican a la siguiente fase y poseen ventaja deportiva secundaria en cuartos de final y semifinales.  |
|  | Los equipos en estas posiciones clasifican a la siguiente fase, pero no poseen ventaja deportiva.                                        |

NOTAS:
- Pasaquina fue sancionado con la pérdida de seis (6) puntos por irregularidades en sus documentos de inscripción al torneo.[40] La sanción sin embargo fue levantada el 3 de octubre.[24]
- En caso de empate a puntos se toma primero en cuenta la mayor diferencia de goles anotados y recibidos de los equipos en disputa, seguido de la mayor cantidad de goles anotados y finalmente la serie particular entre los equipos en disputa. De prevalecer el empate al final del torneo, se deciden las posiciones en disputa por sorteo.
- Si se enfrentan dos equipos con el mismo código de color en la fase final, tiene ventaja deportiva el que haya obtenido mejor posición en la tabla.

#### Evolución de la clasificación
| Jornada / Equipo | 1  | 2  | 3  | 4  | 5  | 6  | 7  | 8  | 9  | 10 | 11 | 12 | 13 | 14 | 15 | 16 | 17 | 18 | 19 | 20 | 21 | 22 |
| Jornada / Equipo |    |    |    |    |    |    |    |    |    |    |    |    |    |    |    |    |    |    |    |    |    |    |
| ---------------- | -- | -- | -- | -- | -- | -- | -- | -- | -- | -- | -- | -- | -- | -- | -- | -- | -- | -- | -- | -- | -- | -- |
| Alianza          | 2  | 5  | 4  | 2  | 2  | 1  | 1  | 1  | 1  | 1  | 1  | 1  | 1  | 1  | 1  | 1  | 1  | 1  | 1  | 1  | 1  | 1  |
| Santa Tecla      | 4  | 2  | 2  | 6  | 6  | 5  | 5  | 5  | 5  | 3  | 3  | 3  | 2  | 2  | 4  | 2  | 2  | 2  | 2  | 2  | 2  | 2  |
| Metapán          | 1  | 6  | 6  | 8  | 4  | 7  | 9  | 3  | 2  | 2  | 2  | 2  | 3  | 3  | 2  | 4  | 4  | 4  | 4  | 3  | 4  | 3  |
| FAS              | 3  | 1  | 5  | 7  | 7  | 4  | 2  | 4  | 3  | 4  | 4  | 4  | 4  | 4  | 3  | 3  | 3  | 3  | 3  | 4  | 3  | 4  |
| Águila           | 6  | 9  | 10 | 9  | 10 | 9  | 8  | 9  | 6  | 6  | 7  | 5  | 6  | 6  | 5  | 6  | 5  | 6  | 6  | 6  | 5  | 5  |
| Chalatenango     | 7  | 4  | 3  | 3  | 3  | 6  | 7  | 8  | 9  | 10 | 11 | 12 | 12 | 12 | 12 | 9  | 9  | 9  | 9  | 9  | 7  | 6  |
| Municipal Limeño | 9  | 3  | 1  | 1  | 1  | 2  | 3  | 2  | 4  | 5  | 5  | 6  | 5  | 5  | 8  | 7  | 8  | 8  | 7  | 7  | 8  | 7  |
| Pasaquina        | 12 | 7  | 9  | 5  | 11 | 10 | 10 | 12 | 12 | 12 | 12 | 8  | 7  | 7  | 6  | 5  | 6  | 5  | 5  | 5  | 6  | 8  |
| Audaz            | 10 | 10 | 7  | 4  | 5  | 3  | 4  | 6  | 8  | 7  | 6  | 7  | 8  | 8  | 7  | 8  | 7  | 7  | 8  | 8  | 9  | 9  |
| Dragón           | 11 | 12 | 12 | 12 | 9  | 11 | 12 | 11 | 11 | 9  | 10 | 10 | 11 | 11 | 11 | 12 | 12 | 12 | 12 | 12 | 12 | 10 |
| Sonsonate        | 5  | 8  | 8  | 10 | 8  | 8  | 6  | 7  | 10 | 11 | 8  | 11 | 10 | 10 | 10 | 11 | 11 | 11 | 11 | 11 | 10 | 11 |
| Firpo            | 8  | 11 | 11 | 11 | 12 | 12 | 11 | 10 | 7  | 8  | 9  | 9  | 9  | 9  | 9  | 10 | 10 | 10 | 10 | 10 | 11 | 12 |

NOTAS:

- Municipal Limeño e Isidro Metapán con un partido menos en Jornada 7 por suspensión por lluvia.
- La jornada 12 en esta tabla corresponde a la Jornada 13 del torneo y viceversa.

## Partidos y Resultados
La calendarización de los encuentros entre los equipos fue establecida en el sorteo celebrado por el Directorio de la Primera División el 28 de junio de 2017, la definición de la fecha y horario de cada encuentro se realiza semana a semana en la reunión de los presidentes de los equipos de la liga y se anuncia entre los días lunes y martes.
Todos los horarios aquí descritos corresponden al huso horario UTC -6 utilizado en El Salvador durante todo el año; los juegos son transmitidos en televisión abierta por Canal 4 de Telecorporación Salvadoreña y por el canal de pago Tigo Sports además de las aplicaciones para dispositivos móviles de ambos canales, radios a nivel nacional y local también transmiten las narraciones en vivo de los partidos de fútbol, siendo las principales Radio YSKL y Radio Monumental.

### Fase regular (Liga)

#### Primera Vuelta
| Santa Tecla F.C.      | 2 : 2 | C.D. FAS              | Las Delicias          | 29 de julio | 17:00 | Iván Barton     | Canal 4        |
| C.D. Águila           | 1 : 1 | Sonsonate F.C.        | Cuscatlán             | 29 de julio | 18:00 | Joel Aguilar    | Tigo Sports    |
| A.D. Isidro Metapán   | 3 : 0 | Pasaquina F.C.        | Jorge "Calero" Suárez | 29 de julio | 19:00 | German Martínez | No transmitido |
| C.D. Municipal Limeño | 0 : 0 | A.D. Chalatenango     | Ramón Flores Berríos  | 30 de julio | 15:00 | Edgar Ramírez   | Tigo Sports    |
| C.D. Audaz            | 0 : 0 | C.D. Luis Ángel Firpo | Municipal Jiboa       | 30 de julio | 15:00 | Marlon Mejía    | No transmitido |
| Alianza F.C.          | 1 : 0 | C.D. Dragón           | Cuscatlán             | 30 de julio | 15:15 | Jaime Herrera   | Canal 4        |

| Pasaquina F.C.        | 2 : 1 | C.D. Audaz            | San Sebastián            | 5 de agosto | 15:00 | Héctor Salazar     | No transmitido |
| C.D. Dragón           | 0 : 2 | Santa Tecla F.C.      | Municipal de Chapeltique | 5 de agosto | 15:00 | Edwin Bran         | No transmitido |
| Sonsonate F.C.        | 0 : 0 | Alianza F.C.          | Ana Mercedes Campos      | 5 de agosto | 18:30 | Iván Barton        | Tigo Sports    |
| A.D. Chalatenango     | 3 : 2 | C.D. Águila           | José Gregorio Martínez   | 5 de agosto | 18:30 | Filiberto Martínez | Canal 4        |
| C.D. Luis Ángel Firpo | 0 : 2 | C.D. Municipal Limeño | Sergio Torres            | 6 de agosto | 15:00 | Rubén Medrano      | Tigo Sports    |
| C.D. FAS              | 2 : 0 | A.D. Isidro Metapán   | Óscar Quiteño            | 6 de agosto | 15:30 | Elmer Martínez     | Canal 4        |

| Sonsonate F.C.        | 0 : 0 | A.D. Chalatenango     | Ana Mercedes Campos    | 12 de agosto | 18:30 | Ismael Cornejo | Tigo Sports    |
| A.D. Isidro Metapán   | 1 : 1 | C.D. Dragón           | Jorge "Calero" Suárez  | 12 de agosto | 19:00 | Marlon Mejía   | Canal 4        |
| C.D. Águila           | 1 : 1 | C.D. Luis Ángel Firpo | Juan Francisco Barraza | 13 de agosto | 15:00 | Juan Quinteros | Tigo Sports    |
| C.D. Municipal Limeño | 2 : 0 | Pasaquina F.C.        | Ramón Flores Berríos   | 13 de agosto | 15:00 | Elmer Martínez | No transmitido |
| C.D. Audaz            | 1 : 0 | C.D. FAS              | Municipal Jiboa        | 13 de agosto | 15:00 | Edgar Ramírez  | No transmitido |
| Alianza F.C.          | 1 : 1 | Santa Tecla F.C.      | Cuscatlán              | 13 de agosto | 15:15 | Joel Aguilar   | Canal 4        |

| C.D. Dragón           | 1 : 2 | C.D. Audaz            | Municipal de Chapeltique | 30 de agosto    | 15:00 | Edwin Bran      | No transmitido |
| Pasaquina F.C.        | 2 : 2 | C.D. Águila           | San Sebastián            | 30 de agosto    | 15:30 | Jaime Herrera   | No transmitido |
| C.D. Luis Ángel Firpo | 1 : 1 | Sonsonate F.C.        | Sergio Torres            | 30 de agosto    | 19:00 | Joel Aguilar    | Tigo Sports    |
| Santa Tecla F.C.      | 2 : 0 | A.D. Isidro Metapán   | Las Delicias             | 30 de agosto    | 19:00 | German Martínez | Canal 4        |
| C.D. FAS              | 3 : 0 | C.D. Municipal Limeño | Cuscatlán                | 31 de agosto    | 19:00 | Marlon Mejía    | Tigo Sports    |
| A.D. Chalatenango     | 0 : 2 | Alianza F.C.          | José Gregorio Martínez   | 6 de septiembre | 17:00 | Ismael Cornejo  | Canal 4        |

| C.D. Águila           | 1 : 1 | C.D. FAS              | Juan Francisco Barraza | 19 de agosto | 15:30 | Ismael Cornejo  | Canal 4        |
| A.D. Chalatenango     | 2 : 1 | C.D. Luis Ángel Firpo | José Gregorio Martínez | 19 de agosto | 18:30 | German Martínez | No transmitido |
| Sonsonate F.C.        | 0 : 1 | Pasaquina F.C.        | Ana Mercedes Campos    | 19 de agosto | 18:30 | Héctor Salazar  | Tigo Sports    |
| C.D. Municipal Limeño | 3 : 0 | C.D. Dragón           | Ramón Flores Berríos   | 20 de agosto | 15:00 | Marlon Mejía    | Tigo Sports    |
| C.D. Audaz            | 2 : 1 | Santa Tecla F.C.      | Municipal Jiboa        | 20 de agosto | 15:00 | Rubén Medrano   | No transmitido |
| Alianza F.C.          | 5 : 3 | A.D. Isidro Metapán   | Cuscatlán              | 20 de agosto | 15:15 | Jaime Herrera   | Canal 4        |

| C.D. Municipal Limeño | 0 : 0 | Santa Tecla F.C.  | Ramón Flores Berríos     | 26 de agosto | 15:00 | Óscar López        | Tigo Sports    |
| A.D. Isidro Metapán   | 2 : 0 | C.D. Audaz        | Jorge "Calero" Suárez    | 26 de agosto | 19:00 | Geovanni Corona    | Canal 4        |
| Pasaquina F.C.        | 2 : 1 | A.D. Chalatenango | San Sebastián            | 27 de agosto | 15:00 | Rubén Medrano      | No transmitido |
| C.D. Dragón           | 4 : 3 | C.D. Águila       | Municipal de Chapeltique | 27 de agosto | 15:00 | Filiberto Martínez | No transmitido |
| C.D. FAS              | 0 : 0 | Sonsonate F.C.    | Óscar Quiteño            | 27 de agosto | 15:30 | Juan Quinteros     | Tigo Sports    |
| C.D. Luis Ángel Firpo | 2 : 5 | Alianza F.C.      | Sergio Torres            | 27 de agosto | 15:30 | Herber Reyes       | Canal 4        |

| Sonsonate F.C.        | 2 : 0 | C.D. Dragón         | Ana Mercedes Campos    | 2 de septiembre | 18:30 | Obed Flores     | Canal 4        |
| C.D. Luis Ángel Firpo | 0 : 0 | Pasaquina F.C.      | Sergio Torres          | 2 de septiembre | 19:00 | Ruben Medrano   | Tigo Sports    |
| C.D. Águila           | 1 : 0 | Santa Tecla F.C.    | Juan Francisco Barraza | 3 de septiembre | 15:00 | Jaime Carpio    | Tigo Sports    |
| Alianza F.C.          | 4 : 1 | C.D. Audaz          | Cuscatlán              | 3 de septiembre | 15:15 | Edgar Ramírez   | Canal 4        |
| A.D. Chalatenango     | 0 : 1 | C.D. FAS            | José Gregorio Martínez | 3 de septiembre | 15:30 | José Ruiz       | No transmitido |
| C.D. Municipal Limeño | 1 : 3 | A.D. Isidro Metapán | Ramón Flores Berríos   | 6 de septiembre | 15:00 | German Martínez | No transmitido |

| Pasaquina F.C.      | 2 : 2 | Alianza F.C.          | San Sebastián            | 9 de septiembre  | 15:00 | José Ruíz       | No transmitido |
| C.D. Dragón         | 2 : 0 | A.D. Chalatenango     | Municipal de Chapeltique | 9 de septiembre  | 15:15 | Rubén Medrano   | No transmitido |
| Santa Tecla F.C.    | 2 : 1 | Sonsonate F.C.        | Las Delicias             | 9 de septiembre  | 17:00 | Ismael Cornejo  | Tigo Sports    |
| A.D. Isidro Metapán | 1 : 0 | C.D. Águila           | Jorge "Calero" Suárez    | 9 de septiembre  | 19:00 | Jaime Herrera   | Canal 4        |
| C.D. Audaz          | 0 : 2 | C.D. Municipal Limeño | Municipal Jiboa          | 10 de septiembre | 15:00 | Marlon Mejía    | Canal 4        |
| C.D. FAS            | 2 : 3 | C.D. Luis Ángel Firpo | Óscar Quiteño            | 10 de septiembre | 15:30 | German Martínez | Tigo Sports    |

| Pasaquina F.C.        | 0 : 1 | C.D. FAS              | San Sebastián          | 13 de septiembre | 15:00 | Jaime Herrera      | No transmitido |
| C.D. Águila           | 1 : 0 | C.D. Audaz            | Juan Francisco Barraza | 13 de septiembre | 15:30 | Geovanni Corona    | Canal 4        |
| A.D. Chalatenango     | 0 : 0 | Santa Tecla F.C.      | José Gregorio Martínez | 13 de septiembre | 18:30 | Juan Quinteros     | No transmitido |
| C.D. Luis Ángel Firpo | 3 : 0 | C.D. Dragón           | Sergio Torres          | 13 de septiembre | 19:00 | José Ruíz          | Tigo Sports    |
| Sonsonate F.C.        | 1 : 2 | A.D. Isidro Metapán   | Ana Mercedes Campos    | 14 de septiembre | 18:30 | Edgar Ramírez      | Tigo Sports    |
| Alianza F.C.          | 4 : 0 | C.D. Municipal Limeño | Cuscatlán              | 14 de septiembre | 19:30 | Filiberto Martínez | Canal 4        |

| C.D. Dragón           | 2 : 1 | Pasaquina F.C.        | Municipal de Chapeltique | 16 de septiembre | 15:00 | Ismael Cornejo | Canal 4        |
| Santa Tecla F.C.      | 5 : 0 | C.D. Luis Ángel Firpo | Las Delicias             | 16 de septiembre | 17:00 | Rubén Medrano  | Tigo Sports    |
| C.D. Audaz            | 3 : 2 | Sonsonate F.C.        | Municipal Jiboa          | 17 de septiembre | 15:00 | Rodolfo Toruño | No transmitido |
| C.D. Municipal Limeño | 1 : 3 | C.D. Águila           | Ramón Flores Berríos     | 17 de septiembre | 15:00 | José Ruíz      | Tigo Sports    |
| Alianza F.C.          | 1 : 1 | C.D. FAS              | Cuscatlán                | 17 de septiembre | 15:15 | Joel Aguilar   | Canal 4        |
| A.D. Isidro Metapán   | 1 : 0 | A.D. Chalatenango     | Jorge "Calero" Suárez    | 17 de septiembre | 17:00 | Herbert Reyes  | No transmitido |

| Pasaquina F.C.        | 3 : 3 | Santa Tecla F.C.      | San Sebastián          | 23 de septiembre | 15:00 | German Martínez     | No transmitido |
| A.D. Chalatenango     | 0 : 0 | C.D. Audaz            | José Gregorio Martínez | 23 de septiembre | 18:30 | José Ruíz           | Canal 4        |
| Sonsonate F.C.        | 2 : 0 | C.D. Municipal Limeño | Ana Mercedes Campos    | 23 de septiembre | 18:30 | Rubén Medrano       | Tigo Sports    |
| C.D. FAS              | 1 : 1 | C.D. Dragón           | Óscar Quiteño          | 24 de septiembre | 15:00 | Edgar Ramírez       | Tigo Sports    |
| C.D. Águila           | 1 : 3 | Alianza F.C.          | Juan Francisco Barraza | 24 de septiembre | 15:00 | Jaime Herrera       | Canal 4        |
| C.D. Luis Ángel Firpo | 2 : 2 | A.D. Isidro Metapán   | Sergio Torres          | 24 de septiembre | 15:00 | Francisco Quinteros | No transmitido |

NOTA:
Jornada 4 reprogramada  por compromisos en Liga Concacaf de Alianza F.C. y C.D. Águila.

#### Segunda Vuelta
| Pasaquina F.C.        | 2 : 0 | A.D. Isidro Metapán   | San Sebastián           | 11 de octubre | 15:00 | Filiberto Martínez | No transmitido |
| Sonsonate F.C.        | 0 : 0 | C.D. Águila           | Ana Mercedes Campos     | 11 de octubre | 18:30 | German Martínez    | No transmitido |
| A.D. Chalatenango     | 0 : 1 | C.D. Municipal Limeño | José Gregorio Martínez  | 11 de octubre | 18:30 | Obed Flores        | No transmitido |
| C.D. Luis Ángel Firpo | 1 : 1 | C.D. Audaz            | Sergio Torres           | 11 de octubre | 19:00 | Giovanni Corona    | No transmitido |
| C.D. Dragón           | 0 : 2 | Alianza F.C.          | Jorge "Mágico" González | 11 de octubre | 19:00 | Rubén Medrano      | Tigo Sports    |
| C.D. FAS              | 1 : 2 | Santa Tecla F.C.      | Cuscatlán               | 12 de octubre | 19:30 | Ismael Cornejo     | Tigo Sports    |

| Santa Tecla F.C.      | 2 : 2 | C.D. Dragón           | Las Delicias           | 7 de octubre | 17:00 | Joel Aguilar    | Tigo Sports    |
| A.D. Isidro Metapán   | 1 : 1 | C.D. FAS              | Jorge "Calero" Suárez  | 7 de octubre | 19:00 | Iván Bartón     | Canal 4        |
| C.D. Águila           | 4 : 3 | A.D. Chalatenango     | Juan Francisco Barraza | 8 de octubre | 15:00 | Ismael Cornejo  | Tigo Sports    |
| C.D. Municipal Limeño | 1 : 1 | C.D. Luis Ángel Firpo | Ramón Flores Berríos   | 8 de octubre | 15:00 | Germán Martínez | No transmitido |
| C.D. Audaz            | 2 : 2 | Pasaquina F.C.        | Municipal Jiboa        | 8 de octubre | 15:00 | Héctor Salazar  | No transmitido |
| Alianza F.C.          | 2 : 1 | Sonsonate F.C.        | Cuscatlán              | 8 de octubre | 15:15 | José Ruíz       | Canal 4        |

| A.D. Chalatenango     | 1 : 1 | Sonsonate F.C.        | José Gregorio Martínez   | 14 de octubre | 18:30 | Juan Quinteros   | Canal 4        |
| Pasaquina F.C.        | 1 : 1 | C.D. Municipal Limeño | San Sebastián            | 15 de octubre | 15:00 | Jaime Herrera    | No transmitido |
| C.D. Luis Ángel Firpo | 1 : 1 | C.D. Águila           | Sergio Torres            | 15 de octubre | 15:00 | Joel Aguilar     | Tigo Sports    |
| C.D. FAS              | 2 : 1 | C.D. Audaz            | Óscar Quiteño            | 15 de octubre | 15:00 | Ergard Ramírez   | No transmitido |
| C.D. Dragón           | 0 : 0 | A.D. Isidro Metapán   | Municipal de Chapeltique | 15 de octubre | 15:05 | Rodolfo Castillo | No transmitido |
| Santa Tecla F.C.      | 1 : 1 | Alianza F.C.          | Las Delicias             | 15 de octubre | 15:30 | Marlon Mejía     | Canal 4        |

| C.D. Águila           | 2 : 2 | Pasaquina F.C.        | Juan Francisco Barraza | 18 de octubre | 15:00 | Joel Aguilar    | Canal 4        |
| C.D. Municipal Limeño | 0 : 3 | C.D. FAS              | Ramón Flores Berríos   | 18 de octubre | 15:00 | Héctor Salazar  | No transmitido |
| C.D. Audaz            | 1 : 0 | C.D. Dragón           | Municipal Jiboa        | 18 de octubre | 16:00 | Ismael Cornejo  | No transmitido |
| Sonsonate F.C.        | 4 : 4 | C.D. Luis Ángel Firpo | Ana Mercedes Campos    | 18 de octubre | 19:00 | Jaime Herrera   | No transmitido |
| Alianza F.C.          | 0 : 0 | A.D. Chalatenango     | Cuscatlán              | 18 de octubre | 19:00 | German Martínez | Tigo Sports    |
| A.D. Isidro Metapán   | 1 : 0 | Santa Tecla F.C.      | Jorge "Calero" Suárez  | 18 de octubre | 19:00 | José Ruíz       | No transmitido |

| Pasaquina F.C.        | 4 : 3 | Sonsonate F.C.        | San Sebastián                                 | 21 de octubre                                 | 15:00                                         | Giovanni Corona                               | No transmitido                                |
| C.D. Dragón           | 1 : 1 | C.D. Municipal Limeño | Municipal de Chapeltique                      | 21 de octubre                                 | 15:05                                         | Filiberto Martínez                            | TCS Canal 4                                   |
| C.D. FAS              | 1 : 1 | C.D. Águila           | Óscar Quiteño                                 | 22 de octubre                                 | 15:00                                         | Marlon Mejía                                  | Canal 4                                       |
| Santa Tecla F.C.      | 3 : 2 | C.D. Audaz            | Las Delicias                                  | 22 de octubre                                 | 16:00                                         | Juan Quinteros                                | Tigo Sports                                   |
| A.D. Isidro Metapán   | 1 : 2 | Alianza F.C.          | Jorge "Calero" Suárez                         | 22 de octubre                                 | 17:00                                         | Edgard Ramírez                                | No transmitido                                |
| C.D. Luis Ángel Firpo | 0 : 2 | A.D. Chalatenango     | NO PROGRAMADO conforme a Bases de competencia | NO PROGRAMADO conforme a Bases de competencia | NO PROGRAMADO conforme a Bases de competencia | NO PROGRAMADO conforme a Bases de competencia | NO PROGRAMADO conforme a Bases de competencia |

| Sonsonate F.C.    | 1 : 2 | C.D. FAS              | Ana Mercedes Campos    | 28 de octubre | 18:30 | German Martínez | Tigo Sports    |
| Alianza F.C.      | 0 : 0 | C.D. Luis Ángel Firpo | Cuscatlán              | 29 de octubre | 15:00 | Ismael Cornejo  | Canal 4        |
| A.D. Chalatenango | 0 : 0 | Pasaquina F.C.        | José Gregorio Martínez | 29 de octubre | 15:00 | Héctor Salazar  | No transmitido |
| C.D. Águila       | 1 : 0 | C.D. Dragón           | Juan Francisco Barraza | 29 de octubre | 15:00 | Iván Barton     | Tigo Sports    |
| C.D. Audaz        | 4 : 3 | A.D. Isidro Metapán   | Municipal Jiboa        | 29 de octubre | 15:00 | Rubén Medrano   | No transmitido |
| Santa Tecla F.C.  | 4 : 0 | C.D. Municipal Limeño | Estadio Las Delicias   | 29 de octubre | 16:00 | Jaime Carpio    | No transmitido |

| C.D. Dragón         | 2 : 2 | Sonsonate F.C.        | Municipal de Chapeltique | 2 de noviembre | 15:05 | Elmer Martínez | No transmitido |
| A.D. Isidro Metapán | 2 : 1 | C.D. Municipal Limeño | Jorge "Calero" Suárez    | 4 de noviembre | 19:00 | Joel Aguilar   | Canal 4        |
| Pasaquina F.C.      | 0 : 0 | C.D. Luis Ángel Firpo | San Sebastián            | 5 de noviembre | 15:00 | Marlon Mejía   | No transmitido |
| C.D. FAS            | 1 : 1 | A.D. Chalatenango     | Óscar Quiteño            | 5 de noviembre | 15:00 | Edgard Ramírez | Tigo Sports    |
| C.D. Audaz          | 2 : 3 | Alianza F.C.          | Municipal Jiboa          | 5 de noviembre | 15:00 | Héctor Salazar | Canal 4        |
| Santa Tecla F.C.    | 3 : 1 | C.D. Águila           | Estadio Las Delicias     | 5 de noviembre | 16:00 | Jaime Herrera  | No transmitido |

| C.D. Luis Ángel Firpo | 0 : 1 | C.D. FAS            | Sergio Torres          | 11 de noviembre | 18:00 | Joel Aguilar        | Canal 4        |
| A.D. Chalatenango     | 4 : 2 | C.D. Dragón         | José Gregorio Martínez | 11 de noviembre | 18:30 | Francisco Quinteros | No transmitido |
| Sonsonate F.C.        | 1 : 1 | Santa Tecla F.C.    | Ana Mercedes Campos    | 11 de noviembre | 18:30 | Ismael Cornejo      | Tigo Sports    |
| Alianza F.C.          | 5 : 2 | Pasaquina F.C.      | Cuscatlán              | 12 de noviembre | 15:00 | Iván Barton         | Canal 4        |
| C.D. Águila           | 2 : 3 | A.D. Isidro Metapán | Juan Francisco Barraza | 12 de noviembre | 15:00 | Jaime Carpio        | Tigo Sports    |
| C.D. Municipal Limeño | 4 : 0 | C.D. Audaz          | Ramón Flores Berríos   | 12 de noviembre | 15:00 | José Ruíz           | No transmitido |

| C.D. Municipal Limeño | 0 : 1 | Alianza F.C.          | Ramón Flores Berríos     | 15 de noviembre | 15:00 | Rubén Medrano   | Canal 4        |
| C.D. Dragón           | 0 : 0 | C.D. Luis Ángel Firpo | Municipal de Chapeltique | 15 de noviembre | 15:05 | Jaime Herrera   | No transmitido |
| A.D. Isidro Metapán   | 3 : 1 | Sonsonate F.C.        | Jorge "Calero" Suárez    | 15 de noviembre | 19:00 | Héctor Salazar  | No transmitido |
| Santa Tecla F.C.      | 2 : 1 | A.D. Chalatenango     | Las Delicias             | 15 de noviembre | 19:00 | Germán Martínez | No transmitido |
| C.D. FAS              | 1 : 1 | Pasaquina F.C.        | Cuscatlán                | 15 de noviembre | 19:30 | Elmer Martínez  | Tigo Sports    |
| C.D. Audaz            | 2 : 2 | C.D. Águila           | Municipal Jiboa          | 16 de noviembre | 15:15 | Marlon Mejía    | Canal 4        |

| C.D. FAS              | 1 : 1 | Alianza F.C.          | Óscar Quiteño          | 19 de noviembre | 15:00 | José Ruíz          | Canal 4        |
| Pasaquina F.C.        | 1 : 2 | C.D. Dragón           | San Sebastián          | 19 de noviembre | 15:00 | Joel Aguilar       | No transmitido |
| C.D. Luis Ángel Firpo | 2 : 2 | Santa Tecla F.C.      | Sergio Torres          | 19 de noviembre | 15:00 | Jaime Carpio       | No transmitido |
| A.D. Chalatenango     | 1 : 0 | A.D. Isidro Metapán   | José Gregorio Martínez | 19 de noviembre | 15:00 | Filiberto Martínez | No transmitido |
| Sonsonate F.C.        | 3 : 2 | C.D. Audaz            | Ana Mercedes Campos    | 19 de noviembre | 15:00 | Edgard Ramírez     | No transmitido |
| C.D. Águila           | 2 : 1 | C.D. Municipal Limeño | Juan Francisco Barraza | 19 de noviembre | 15:00 | Ismael Cornejo     | Tigo Sports    |

| C.D. Dragón           | 3 : 2 | C.D. FAS              | Juan Francisco Barraza | 25 de noviembre | 15:00 | Rubén Medrano   | No transmitido |
| Santa Tecla F.C.      | 3 : 1 | Pasaquina F.C.        | Las Delicias           | 25 de noviembre | 15:00 | Juan Quinteros  | No transmitido |
| A.D. Isidro Metapán   | 4 : 2 | C.D. Luis Ángel Firpo | Jorge "Calero" Suárez  | 25 de noviembre | 15:00 | Elmer Martínez  | Tigo Sports    |
| C.D. Audaz            | 1 : 2 | A.D. Chalatenango     | Municipal Jiboa        | 25 de noviembre | 15:00 | Jaime Herrera   | Canal 4        |
| C.D. Municipal Limeño | 3 : 0 | Sonsonate F.C.        | Ramón Flores Berríos   | 25 de noviembre | 15:00 | Marlon Mejía    | No transmitido |
| Alianza F.C.          | 5 : 0 | C.D. Águila           | Cuscatlán              | 25 de noviembre | 15:00 | German Martínez | No transmitido |

NOTA:

- El juego de la jornada 16 entre Luis Ángel Firpo y Chalatenango no fue programado al no tener Firpo un director técnico inscrito conforme a las bases de competencia.[42]

### Fase Final

#### Calendario eliminatorio
|  | Cuartos de final                                     | Cuartos de final                                     | Cuartos de final                                     | Cuartos de final                                     |   |    | Semifinales                                     | Semifinales                                     | Semifinales                                     | Semifinales                                     |  |                     | Final               | Final           | Final           |  |
|  | IDA: 29 y 30 de noviembre VUELTA: 2 y 3 de diciembre | IDA: 29 y 30 de noviembre VUELTA: 2 y 3 de diciembre | IDA: 29 y 30 de noviembre VUELTA: 2 y 3 de diciembre | IDA: 29 y 30 de noviembre VUELTA: 2 y 3 de diciembre |   |    | IDA: 6 y 7 de diciembre VUELTA: 10 de diciembre | IDA: 6 y 7 de diciembre VUELTA: 10 de diciembre | IDA: 6 y 7 de diciembre VUELTA: 10 de diciembre | IDA: 6 y 7 de diciembre VUELTA: 10 de diciembre |  |                     | 17 de diciembre     | 17 de diciembre | 17 de diciembre |  |
|  |                                                      |                                                      |                                                      |                                                      |   |    |                                                 |                                                 |                                                 |                                                 |  |                     |                     |                 |                 |  |
|  |                                                      |                                                      |                                                      |                                                      |   |    |                                                 |                                                 |                                                 |                                                 |  |                     |                     |                 |                 |  |
|  | 1°                                                   | Alianza Fútbol Club                                  | 0                                                    | 4                                                    |   |    |                                                 |                                                 |                                                 |                                                 |  |                     |                     |                 |                 |  |
|  | 1°                                                   | Alianza Fútbol Club                                  | 0                                                    | 4                                                    |   |    |                                                 |                                                 |                                                 |                                                 |  |                     |                     |                 |                 |  |
|  | 8°                                                   | Pasaquina Fútbol Club                                | 0                                                    | 0                                                    |   |    |                                                 |                                                 |                                                 |                                                 |  |                     |                     |                 |                 |  |
|  | 8°                                                   | Pasaquina Fútbol Club                                | 0                                                    | 0                                                    |   | 1° | Alianza Fútbol Club                             | 1                                               | 1                                               |                                                 |  |                     |                     |                 |                 |  |
|  |                                                      |                                                      |                                                      |                                                      |   | 1° | Alianza Fútbol Club                             | 1                                               | 1                                               |                                                 |  |                     |                     |                 |                 |  |
|  |                                                      |                                                      | 4°                                                   | Club Deportivo FAS                                   | 1 | 1  |                                                 |                                                 |                                                 |                                                 |  |                     |                     |                 |                 |  |
|  | 4°                                                   | Club Deportivo FAS                                   | 4°                                                   | Club Deportivo FAS                                   | 1 | 1  | 0                                               | 1                                               |                                                 |                                                 |  |                     |                     |                 |                 |  |
|  | 4°                                                   | Club Deportivo FAS                                   |                                                      |                                                      |   |    |                                                 |                                                 |                                                 |                                                 |  |                     |                     |                 |                 |  |
|  | 5°                                                   | Club Deportivo Águila                                | 0                                                    | 1                                                    |   |    |                                                 |                                                 |                                                 |                                                 |  |                     |                     |                 |                 |  |
|  | 5°                                                   | Club Deportivo Águila                                | 0                                                    | 1                                                    |   |    |                                                 |                                                 |                                                 |                                                 |  | Alianza Fútbol Club | Alianza Fútbol Club | 4               |                 |  |
|  |                                                      |                                                      |                                                      |                                                      |   |    |                                                 |                                                 |                                                 |                                                 |  | Alianza Fútbol Club | Alianza Fútbol Club | 4               |                 |  |
|  |                                                      |                                                      | Santa Tecla Fútbol Club                              | Santa Tecla Fútbol Club                              | 1 |    |                                                 |                                                 |                                                 |                                                 |  |                     |                     |                 |                 |  |
|  | 2°                                                   | Santa Tecla Fútbol Club                              | Santa Tecla Fútbol Club                              | Santa Tecla Fútbol Club                              | 1 | 0  | 0                                               |                                                 |                                                 |                                                 |  |                     |                     |                 |                 |  |
|  | 2°                                                   | Santa Tecla Fútbol Club                              |                                                      |                                                      |   |    |                                                 |                                                 |                                                 |                                                 |  |                     |                     |                 |                 |  |
|  | 7°                                                   | Club Deportivo Municipal Limeño                      | 0                                                    | 0                                                    |   |    |                                                 |                                                 |                                                 |                                                 |  |                     |                     |                 |                 |  |
|  | 7°                                                   | Club Deportivo Municipal Limeño                      | 0                                                    | 0                                                    |   | 2° | Santa Tecla Fútbol Club                         | 0                                               | 2                                               |                                                 |  |                     |                     |                 |                 |  |
|  |                                                      |                                                      |                                                      |                                                      |   | 2° | Santa Tecla Fútbol Club                         | 0                                               | 2                                               |                                                 |  |                     |                     |                 |                 |  |
|  |                                                      |                                                      | 3°                                                   | Asociación Deportiva Isidro Metapán                  | 1 | 1  |                                                 |                                                 |                                                 |                                                 |  |                     |                     |                 |                 |  |
|  | 3°                                                   | Asociación Deportiva Isidro Metapán                  | 3°                                                   | Asociación Deportiva Isidro Metapán                  | 1 | 1  | 1                                               | 2                                               |                                                 |                                                 |  |                     |                     |                 |                 |  |
|  | 3°                                                   | Asociación Deportiva Isidro Metapán                  |                                                      |                                                      |   |    |                                                 |                                                 |                                                 |                                                 |  |                     |                     |                 |                 |  |
|  | 6°                                                   | Asociación Deportiva Chalatenango                    | 0                                                    | 3                                                    |   |    |                                                 |                                                 |                                                 |                                                 |  |                     |                     |                 |                 |  |
|  | 6°                                                   | Asociación Deportiva Chalatenango                    | 0                                                    | 3                                                    |   |    |                                                 |                                                 |                                                 |                                                 |  |                     |                     |                 |                 |  |
|  |                                                      |                                                      |                                                      |                                                      |   |    |                                                 |                                                 |                                                 |                                                 |  |                     |                     |                 |                 |  |

#### Cuartos de final

##### Serie 1
| 29 de noviembre de 2017, 19:30 | Pasaquina F.C. | 0 : 0   | Alianza F.C. | Estadio Cuscatlán, San Salvador, San Salvador |                            |
|                                |                | Reporte |              | Árbitro(s): Ismael Cornejo                    | Árbitro(s): Ismael Cornejo |

| 3 de diciembre de 2017, 15:00 | Alianza F.C.                                                                                           | 4 : 0   | Pasaquina F.C. | Estadio Cuscatlán, San Salvador, San Salvador |                           |
|                               | - Marvin Monterrosa 31' - Herbert Sosa (penal) 40' - Rodolfo Zelaya (penal) 71' - Gustavo Guerreño 77' | Reporte |                | Árbitro(s): Rubén Medrano                     | Árbitro(s): Rubén Medrano |

##### Serie 2
| 29 de noviembre de 2017, 14:30 | C.D. Municipal Limeño | 0 : 0   | Santa Tecla F.C. | Estadio Ramón Flores Berríos, Santa Rosa de Lima, La Unión |                            |
|                                |                       | Reporte |                  | Árbitro(s): Elmer Martínez                                 | Árbitro(s): Elmer Martínez |

| 3 de diciembre de 2017, 16:00                                                                           | Santa Tecla F.C. | 0 : 0   | C.D. Municipal Limeño | Estadio Las Delicias, Santa Tecla, La Libertad |                          |
| |                  | Reporte |                       | Árbitro(s): Marlon Mejía                       | Árbitro(s): Marlon Mejía |
| Santa Tecla F.C. clasifica por mejor posición (2°) que C.D. Municipal Limeño (7°) en el torneo regular. |                  |         |                       |                                                |                          |

##### Serie 3
| 29 de noviembre de 2017, 18:30 | A.D. Chalatenango | 0 : 1   | A.D. Isidro Metapán   | Estadio José Gregorio Martínez, Chalatenango, Chalatenango |                       |
|                                |                   | Reporte | - 81' McKauly Tulloch | Árbitro(s): José Ruiz                                      | Árbitro(s): José Ruiz |

| 2 de diciembre de 2017, 19:00                                                                          | A.D. Isidro Metapán                     | 2 : 3   | A.D. Chalatenango                                                   | Estadio Jorge "Calero" Suárez, Metapán, Santa Ana |                             |
| | - Paolo Suárez 2' - McKauly Tulloch 41' | Reporte | - 68' Carlos Angulo - 86' Bladimir Diaz - 88' (penal) Bladimir Diaz | Árbitro(s): Germán Martínez                       | Árbitro(s): Germán Martínez |
| A.D. Isidro Metapán clasifica por mejor posición (3°) que A.D. Chalatenango (6°) en el torneo regular. |                                         |         |                                                                     |                                                   |                             |

##### Serie 4
| 30 de noviembre de 2017, 15:15 | C.D. Águila | 0 : 0   | C.D. FAS | Estadio Juan Francisco Barraza, San Miguel, San Miguel |                          |
|                                |             | Reporte |          | Árbitro(s): Jaime Carpio                               | Árbitro(s): Jaime Carpio |

| 3 de diciembre de 2017, 15:00                                                         | C.D. FAS                        | 1 : 1   | C.D. Águila         | Estadio Óscar Quiteño, Santa Ana, Santa Ana |                          |
|                                                                                       | - William Maldonado (penal) 12' | Reporte | - 50' Víctor García | Árbitro(s): Joel Aguilar                    | Árbitro(s): Joel Aguilar |
| C.D. FAS clasifica por mejor posición (4°) que C.D. Águila (5°) en el torneo regular. |                                 |         |                     |                                             |                          |

#### Semifinales

##### Serie 1
| 7 de diciembre de 2017, 19:30 | C.D. FAS              | 1 : 1   | Alianza F.C.       | Estadio Óscar Quiteño, Santa Ana, Santa Ana |                            |
|                               | - Teobaldo Torres 60' | Reporte | - 43' Henry Romero | Árbitro(s): Elmer Martínez                  | Árbitro(s): Elmer Martínez |

| 10 de diciembre de 2017, 15:00                                                          | Alianza F.C.                 | 1 : 1   | C.D. FAS          | Estadio Cuscatlán, San Salvador, San Salvador |                       |
|                                                                                         | - Rodolfo Zelaya (penal) 71' | Reporte | - 19' Xavi García | Árbitro(s): José Ruiz                         | Árbitro(s): José Ruiz |
| Alianza clasifica a la final por mejor posición (1°) que FAS (4°) en el torneo regular. |                              |         |                   |                                               |                       |

##### Serie 2
| 6 de diciembre de 2017, 19:00 | A.D. Isidro Metapán   | 1 : 0   | Santa Tecla F.C. | Estadio Jorge "Calero" Suárez, Metapán, Santa Ana |                         |
|                               | - José Ángel Peña 30' | Reporte |                  | Árbitro(s): Iván Barton                           | Árbitro(s): Iván Barton |

| 10 de diciembre de 2017, 17:00                                                                  | Santa Tecla F.C.                       | 2 : 1   | A.D. Isidro Metapán   | Estadio Las Delicias, Santa Tecla, La Libertad |                          |
|                                                                                                 | - Lorenzo Frutos 22' - Kevin Reyes 64' | Reporte | - 53' McKauly Tulloch | Árbitro(s): Joel Aguilar                       | Árbitro(s): Joel Aguilar |
| Santa Tecla clasifica a la final por mejor posición (2°) que Metapán (3°) en el torneo regular. |                                        |         |                       |                                                |                          |

#### Final
| 17 de diciembre de 2017, 15:00 | Alianza F.C.                                                                             | 4 : 1   | Santa Tecla F.C. | Estadio Cuscatlán, San Salvador, San Salvador            |                                                          |
|                                | - Marvin Monterrosa 11' - Rodolfo Zelaya 15' - Gustavo Guerreño 29' - Rodolfo Zelaya 65' | Reporte | - Ricardinho 44' | Asistencia: 23 965 espectadores Árbitro(s): Joel Aguilar | Asistencia: 23 965 espectadores Árbitro(s): Joel Aguilar |

| Información adicional | Información adicional | Información adicional |
| --- | --------------------- | --- |
| Titulares: · 1 Víctor García · 3 Iván Mancía 41' · 20 Darío Ferreira · 28 Rudy Clavel 4' 60' · 15 Jonathan Jiménez · 6 Narciso Orellana · 27 Isaac Portillo 81' · 21 Marvin Monterrosa 11' 74' · 17 Alexander Larín 57' · 18 Gustavo Guerreño 29' 90+3' · 22 Rodolfo Zelaya 15' 65' 79' · Suplentes: · 9 Óscar Cerén 57' · 12 Rubén Marroquín 60' · 25 Óscar Arroyo 72' · 11 Juan Carlos Portillo 74' · Director Técnico: · Jorge Zarco Rodríguez |                       | Titulares: · 1 Joel Almeida · 4 Juan Barahona · 6 Bryan Tamacas · 5 Alexander Mendoza 84' · 8 Lorenzo Frutos · 17 Kevin Ayala 5' 37' · 15 Diego Chavarría · 31 Kevin Reyes · 19 William Canales 61' · 22 Ricardinho 44' 76' · 23 Wanderson Silveira 26' · Suplentes: · 7 Harold Alas 26' · 44 Jacobo Moreno 37' · 11 Gilberto Baires 61' · Director Técnico: · Ernesto Carucha Corti |

|                              |
| Campeón Torneo Apertura 2017 |
| Alianza F.C.                 |
| 12º título                   |

## Estadísticas

### Anotaciones
- Primer gol del torneo: Anotado por  Lorenzo Frutos, para Santa Tecla contra FAS. (Jornada 1, 29 de julio).
- Último gol del torneo: Anotado por  Rodolfo Zelaya, para Alianza contra Santa Tecla.  (Final, 17 de diciembre).
- Gol más rápido: Anotado por  McKauly Tulloch, para Metapán contra Pasaquina al minuto 7. (Jornada 1, 29 de julio).
- Gol más tardío: Anotado por  Javier Lezcano, para Chalatenango (en propia puerta) contra Águila al minuto 90+1. (Jornada 2, 5 de agosto).
- Mayor número de goles en un partido: 8 goles. Alianza 5 - 3 Metapán. (Jornada 5, 20 de agosto).
- Mayor victoria de un local: 4 goles diferencia. Alianza 4 - 0 Limeño. (Jornada 9, 13 de septiembre).
- Mayor victoria de un visitante: 3 goles diferencia. Firpo 2 - 5 Alianza y Limeño 0 - 3 Fas. (Jornada 15, 15).

### Goleadores
| Pos.                                          | Jugador           | Equipo                              | Total | Penal | Part. | Media |
| --------------------------------------------- | ----------------- | ----------------------------------- | ----- | ----- | ----- | ----- |
| 1.º                                           | Armando Polo      | Sonsonate Fútbol Club               | 13    | 5     | 14    | 0.93  |
| 2.º                                           | Gustavo Guerreño  | Alianza Fútbol Club                 | 12    | 0     | 17    | 0.71  |
| 3.º                                           | Isidro Gutiérrez  | Pasaquina Fútbol Club               | 10    | 4     | 18    | 0.56  |
| 4°                                            | Christian Sánchez | Asociación Deportiva Isidro Metapán | 9     | 2     | 17    | 0.53  |
| 4°                                            | Lorenzo Frutos    | Santa Tecla Fútbol Club             | 9     | 4     | 20    | 0.45  |
| 6.°                                           | James Cabezas     | Club Deportivo Águila               | 8     | 1     | 15    | 0.53  |
| 6.°                                           | Daley Mena        | Club Deportivo Audaz                | 8     | 2     | 17    | 0.47  |
| 6.°                                           | McKauly Tulloch   | Asociación Deportiva Isidro Metapán | 8     | 0     | 19    | 0.42  |
| 9°                                            | Nicolás Muñoz     | Club Deportivo Luis Ángel Firpo     | 7     | 1     | 15    | 0.47  |
| 9°                                            | Luis Hinestroza   | Alianza Fútbol Club                 | 7     | 0     | 18    | 0.39  |
| 11.°                                          | Javier Lezcano    | Club Deportivo Águila               | 6     | 1     | 13    | 0.46  |
| 11.°                                          | Gilberto Baires   | Santa Tecla Fútbol Club             | 6     | 0     | 16    | 0.38  |
| 11.°                                          | Luis Palacios     | Pasaquina Fútbol Club               | 6     | 0     | 18    | 0.33  |
| 11.°                                          | Zé Paulo          | Sonsonate Fútbol Club               | 6     | 0     | 18    | 0.33  |
| Última actualización: 18 de noviembre de 2017 |                   |                                     |       |       |       |       |

### Porteros menos vencidos
| Pos.                                          | Jugador          | Equipo                              | Prom. | Rec. | Part. |
| --------------------------------------------- | ---------------- | ----------------------------------- | ----- | ---- | ----- |
| 1.°                                           | Matías Coloca    | Club Deportivo FAS                  | 0.82  | 14   | 17    |
| 2.º                                           | Víctor García    | Alianza Fútbol Club                 | 0.93  | 14   | 15    |
| 3°                                            | Joel Almeida     | Santa Tecla Fútbol Club             | 1     | 20   | 20    |
| 4.°                                           | William Torres   | Pasaquina Fútbol Club               | 1.36  | 15   | 11    |
| 5.°                                           | Óscar Pleitez    | Asociación Deportiva Isidro Metapán | 1.37  | 26   | 19    |
| 6.º                                           | Abiel Aguilera   | Club Deportivo Municipal Limeño     | 1.4   | 21   | 15    |
| 6.º                                           | Herbert Ramos    | Club Deportivo Luis Ángel Firpo     | 1.4   | 14   | 10    |
| 8.º                                           | Henry Hernández  | Sonsonate Fútbol Club               | 1.41  | 24   | 17    |
| 9°                                            | Manuel González  | Club Deportivo Dragón               | 1.6   | 32   | 20    |
| 9°                                            | Óscar Sánchez    | Pasaquina Fútbol Club               | 1.6   | 16   | 10    |
| 11.º                                          | Benji Villalobos | Club Deportivo Águila               | 1.64  | 18   | 11    |
| 12.°                                          | Héctor Carrillo  | Club Deportivo Audaz                | 2     | 20   | 10    |
| Última actualización: 17 de noviembre de 2017 |                  |                                     |       |      |       |

NOTA: Únicamente se tienen en cuenta porteros que hayan participado en al menos la mitad de los encuentros disputados por su equipo.

### Estadísticas de Goles por Jornada
| Jornada   | Goles · | Autogoles · | Penaltis (transformados) · |
| Jornada 1 | 10      | 0           | 3 (1) – 33.33%             |
| Jornada 2 | 13      | 1           | 5 (4) – 80.00%             |
| TOTALES   | 23      | 1           | 8 (5) – 62.50%             |
| PROMEDIO  | 11.50   | 0.500       | 4.00 (2.50)                |
| --------- | ------- | ----------- | -------------------------- |